# 人格面具
人格面具（英語：persona）是瑞士心理學家卡爾·榮格提出的概念，榮格將一個人的人格比喻為面具，在不同的社交場合人們會表現出不同的形象，也就是戴上不同的面具，因此面具並不只有一個，而人格就是所有面具的總和。

## 概念
榮格認為人格面具使人能夠演繹各種性格，通常是符合社會期待的一面，給予他人一個好印象，以便得到社會的認同。另一方面，人格面具也作為隱藏真實自我。人格面具對於人在社會上的生存來說是必需的，它使我們能夠與各式各樣的人們交際，即使對方是令人厭惡的。在不同的環境下，人會帶上不同的人格面具，例如，與父母相處的時候戴的是一幅面具，與朋友相處的時候戴的是另一幅面具。

## 流行文化
由ATLUS出品的RPG系列《女神异闻录》使用了包括人格面具、阴影等大量荣格心理学概念。